# Charles Hoguet
Charles Hoguet, né le 21 novembre 1821 à Berlin et mort le 4 août 1870  dans la même ville, est un peintre de marine prussien, d'origine française.

## Biographie
Élève du peintre de marine allemand Wilhelm Krause (1839), il intègre l'atelier d'Eugène Cicéri l'année suivante à Paris. En 1841, il est l'élève d'Eugène Isabey.
Il participe régulièrement au Salon de Paris de 1842 à 1853 et y reçoit une médaille d'or en 1848. Il rejoint ensuite Berlin et entre à l'Académie.

## Œuvres
(liste non exhaustive)

### Dans les collections publiques
Les pays, villes et noms d'institutions sont classés par ordre alphabétique, les œuvres par date.

#### France
- Chartres, musée des Beaux-Arts :
  - Paysage, 30 × 44 cm, collection Layé[1].

#### Pays-Bas
- Dordrecht, musée :
  - Le Pont de l'Archevêché de Paris.

#### Pologne
- Varsovie, musée national :
  - Berge de rivière au coucher du soleil, 1857.

#### Localisation inconnue
- Marché à Rouen, 1859.

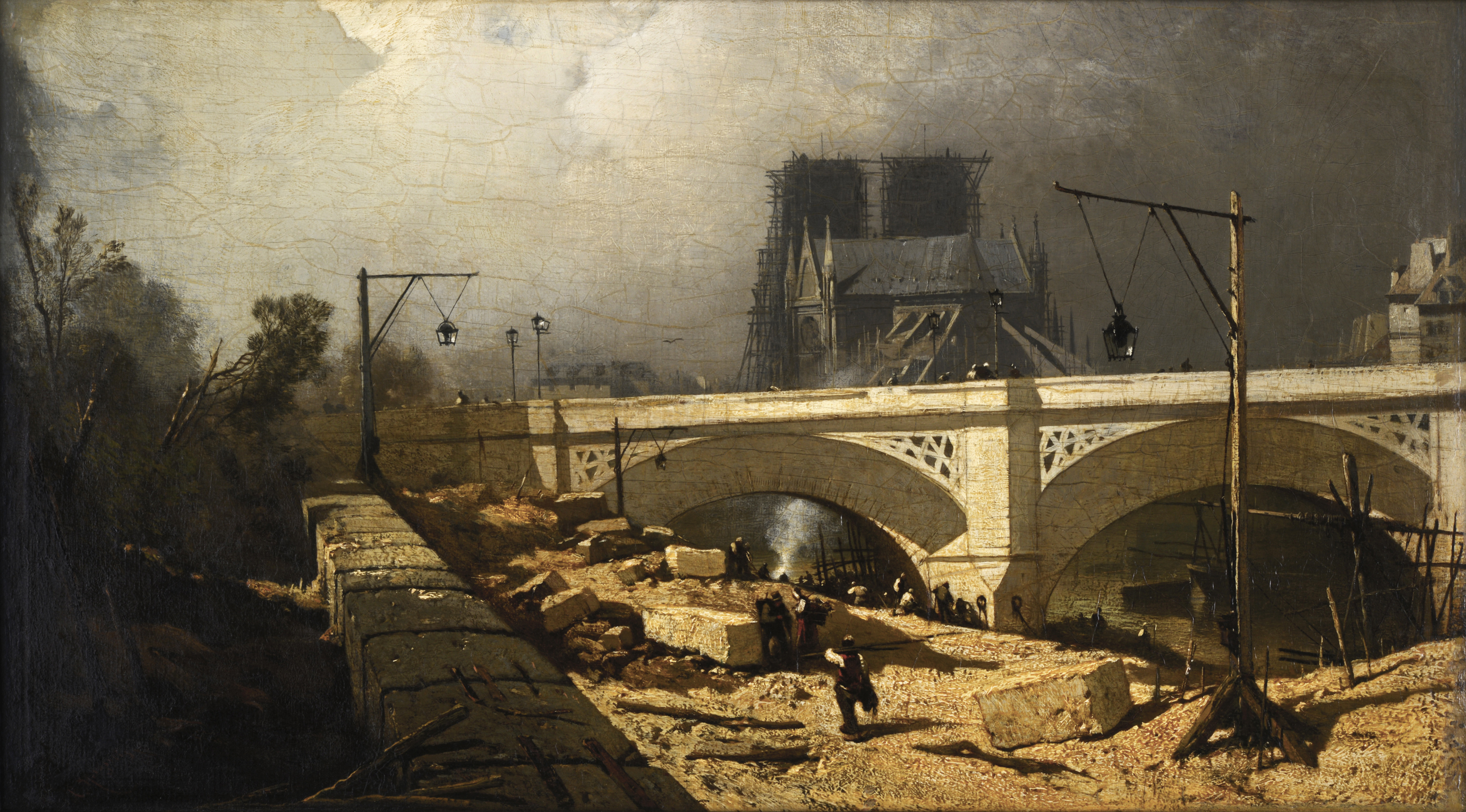
Pont de l'Archevêché, entre 1840 et 1870, musée de Dordrecht.
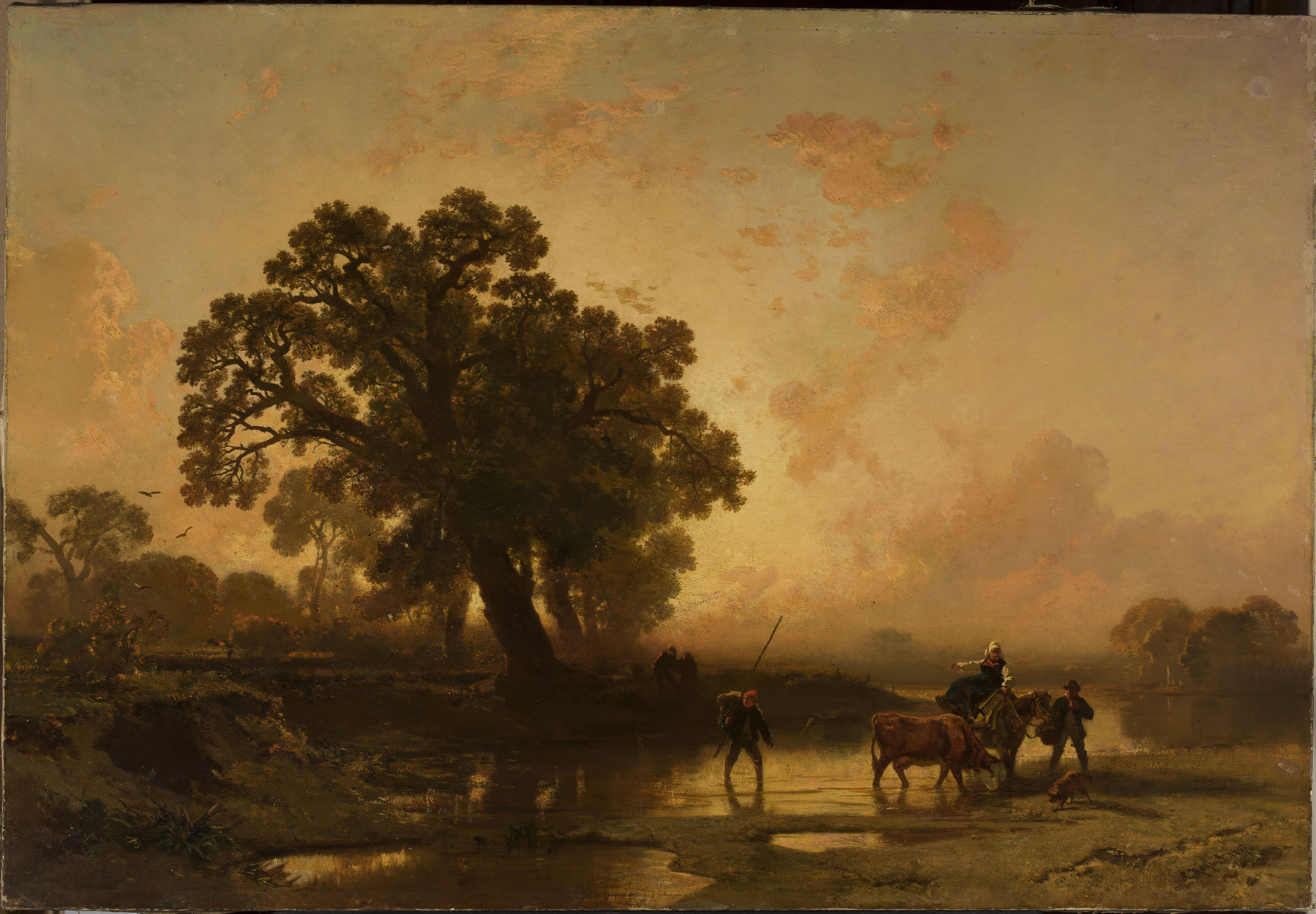
Berge de rivière au coucher du soleil, 1857, musée national de Varsovie.
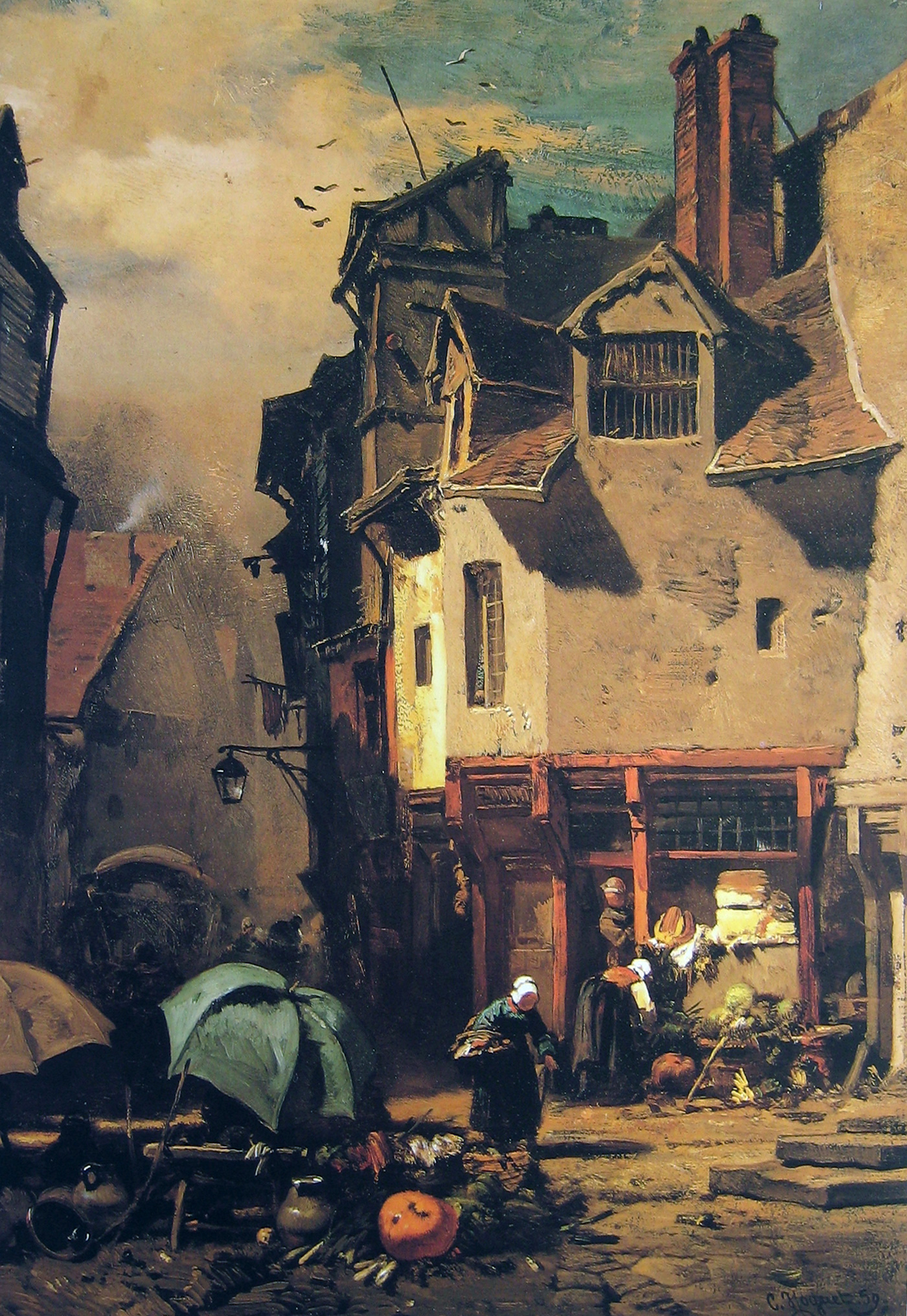
Marché à Rouen, 1859.

## Salons
- Salon de Paris de 1842 à 1853 : médaille d'or au Salon de 1848  ;
- Salon de Berlin : médaille d'or au Salon de 1859.